# Burdur (provincie)
Burdurská provincie je tureckou provincií, nachází se na jihozápadě Malé Asie. Její rozloha je 7 238 km2, v roce 2000 zde žilo 256 800 obyvatel. Hlavním městem provincie je Burdur.

## Administrativní členění
Burdurská provincie se administrativně člení na 11 distriktů:
- Burdur
- Ağlasun
- Altınyayla
- Bucak
- Çavdır
- Çeltikçi
- Gölhisar
- Karamanlı
- Kemer
- Tefenni
- Yeşilova